# Duim (lengtemaat)
De duim is een lengtemaat, die gelijkstaat aan 25,4 millimeter. In het Internationale Stelsel van Eenheden (Frans: Système international d'unités) of SI-stelsel, de wereldwijd toegepaste metrische maatvoering, wordt de duim niet gebruikt. Niettemin is de duim (Engels: Inch, Duits Zoll) een internationaal veel gebruikte maateenheid, vooral in de petrochemische industrie, de machinebouw en in de meet- en regeltechniek. In de Verenigde Staten is de duim nog steeds de standaard,  zowel in de techniek als in het alledaagse taalgebruik. In de landen van het Britse Gemenebest verliest de inch terrein aan de meter, centimeter en millimeter. Een duimse maat wordt aangeduid met twee accenten na het cijfer, 1 duim is dan 1″ (Unicode U+2033) of 1" (ASCII-code 0148).
Soms worden de accenten nagebootst met dubbele aanhalingstekens, “ of ”, bijvoorbeeld wanneer een tekstverwerker de standaardinstelling heeft zo geplaatste accenten automatisch om te zetten in een dubbel aanhalingsteken. Met name bij lettertypes met schreef is het verschil duidelijk.

## Hedendaagse toepassingen
De term duim wordt gebruikt als Nederlandse term voor de Engelse duim of inch die een lengte heeft van 25,4 mm. Vooral in de meet- en regeltechniek en in bijvoorbeeld loodgieterskringen hanteert men de duim voor de diameter van stalen pijpen en leidingen, alsmede voor kranen, kleppen, afsluiters of meetapparatuur (appendages) De duimse maat geldt hier voor een benadering (nominale maat) van de doorlaat (binnendiamater) van de leiding. De duimse maat voor leidingen heeft ook betrekking op het gebruikte schroefdraad. Duims schroefdraad staat volkomen los van metrisch schroefdraad. Ook duims schroefdraad volgens de Amerikaanse (UNC) of Britse (Imperial) standaard is niet onderling uitwisselbaar.
Een gedeelte van een duim wordt aangeduid met een breuk:
1/2, 1/4, 1/8, 1/16 etc.;
3/4, 3/8, 3/16, 3/32 etc.;
5/8, 5/16, 5/32, 5/64 etc.;
7/8, 7/16, 7/32 etc.
In de Amerikaanse machinebouw en autotechniek werkt men ook met duizendsten van een inch.

## Historie in en rond Nederland
Bij de invoering van het Nederlands metriek stelsel in 1820, bepaald door de ijkwet van 1816, werd de duim gelijkgesteld aan een centimeter, echter in 1870 werd de duim afgeschaft. Oorspronkelijk was een duim ongeveer gelijk aan de breedte van het bovenste kootje van de duim van een volwassen man. Een duim had, afhankelijk van de streek, een andere lengte:
- een Amsterdamse duim is 2,57393636 cm (11 Amsterdamse duim is 1 Amsterdamse voet);
- een Franse duim is 2,7 cm;
- een Gelderse of Nijmeegse duim is 2,7 cm;
- een Hondsbosse en Rijpse duim is 2,4 cm;
- een Rijnlandse duim is 2,61 cm;
- een Vlaamse duim (gebruikt in de kasselrij van de Oudburg: het Land van Waas, Gent en Dendermonde) is 2,54 cm;
- een Zuid-Afrikaanse duim is 2,54 cm.

Ook in de naam van de duimstok komt deze oude maat nog terug.